# Le Beau Danube bleu (film, 1954)
Pour la valse du même titre, voir Le Beau Danube bleu.
Pour plus de détails, voir Fiche technique et Distribution.
Le Beau Danube bleu (Ewiger Walzer) est un film ouest-allemand réalisé par Paul Verhoeven, sorti en 1954.

## Synopsis
Biographie romancée de la vie de Johann Strauss II.

## Fiche technique
- Titre : Le Beau Danube bleu
- Titre original : Ewiger Walzer
- Réalisation : Paul Verhoeven
- Scénario : Alexander Lix et Friedrich Schreyvogl, d'après une histoire de Hanns Marschall et Ruth Charlotte Silbermann, adaptée par Paul Verhoeven
- Musique : Johann Strauss II
- Directeur de la photographie : Franz Koch
- Décors : Franz Bi et Bruno Monden
- Costumes : Herbert Ploberger
- Montage : Gertrud Hinz (en)
- Producteur : Carl W. Tetting (de)
- Compagnie de production : Rotary-Film
- Compagnie de distribution : Deutsche London-Film Verleih
- Pays de production :  Allemagne de l'Ouest
- Genre : Film biographique en couleur (Eastmancolor) - 1 h 37 min
- Dates de sortie :
  - Allemagne de l'ouest : 17 décembre 1954
  - France : 9 novembre 1955

## Distribution
- Bernhard Wicki : Johann Strauss II
- Hilde Krahl : Henrietta Treffz (en)
- Annemarie Düringer : Adele
- Friedl Loor : Marie Geistinger
- Lis van Essen : Olga
- Willy Trenk-Trebitsch (en) : le valet Leibrock
- Hans Putz (en) : Alexander Girardi
- Ulrich Bettac : le directeur Steiner
- Arnulf Schröder (en) : Jacques Offenbach
- Hermann Thimig : Haslinger
- Leonard Steckel (en) : le baron Carlo Todesco
- Michael Toost : le baron Victor Todesco
- Eduard Strauss II : Eduard Strauss
- Josef Hendrichs : Josef Strauss
- Elisabeth Neumann-Viertel : Mme Strauss mère
- Waldemar Frahm : le premier violon Anton
- Alma Seidler : Pauline von Metternich
- Gert Fröbe : Gawrinoff
- Ellen Hille : Anastasia
- Claus Biederstaedt : Gregor
- Erik Frey : l'empereur François-Joseph
- Harry Hardt : le professeur Billroth
- Maria Eis : la princesse Metternich

Acteurs non crédités
- Karlheinz Böhm : un figurant
- Ludwig Schmid-Wildy (en) : un ami de Jacques Offenbach et admirateur de Johann Strauss II
- Paul Verhoeven : un figurant